# De doi bani speranță
De doi bani speranță (în italiană Due soldi di speranza) este un film de comedie romantică italian din 1952 regizat de Renato Castellani. Este a treia parte a trilogiei Iubirea tânără a lui Castellani, după Sub soarele Romei (1948) și E primăvară... (1950).
A împărțit Grand Prix-ul cu Othello la Festivalul Internațional de Film de la Cannes din 1952.
Filmul a fost inclus în lista celor 100 de filme italiene de salvat (100 film italiani da salvare).

## Rezumat
Povestea prezintă dragostea dintre Carmela și Antonio. Pasiunea este unilaterală la început, dar Carmela este o tânără hotărâtă, dispusă să escaladeze și să învingă orice obstacol în urmărirea dorinței inimii ei. Odată ce este „prins”, Antonio sare de la o slujbă la alta pentru a-și dovedi viabilitatea financiară. Confruntați cu ostilitatea părinților lor, Carmela și Antonio au renunțat, în mod simbolic, la toate responsabilitățile față de ceilalți, într-un act culminant de bravadă totală.

## Distribuția
- Maria Fiore – Carmela
- Vincenzo Musolino – Antonio
- Filomena Russo – Mamei lui Antonio
- Luigi Astarita – Pasquale Artu
- Luigi Barone – Preotului
- Carmela Cirillo – Giulia
- Felicità Lettieri – Doamnei Artu
- Gina Mascetti – Flora Angelini
- Alfonso Del Sorbo – Sacrestano
- Tommaso Balzamo – Luigi Bellomo
- Anna Raiola – Doamnei Bellomo
- Gioacchino Morrone
- Luigi Cutino
- Pasqualina Izza
- Antonio Balzamo

## Premii
- 1952 – Festivalul de la Cannes
  - Grand Prix du Festival
- 1952 – Nastro d'argento
  - Cel mai bun scenariu
  - Cea mai bună imagine